# مرگ یک تک‌شاخ
مرگ یک تک‌شاخ (به انگلیسی: Death of a Unicorn) یک فیلم کمدی ترسناک و فانتزی آمریکایی محصول سال ۲۰۲۵ به نویسندگی و کارگردانی الکس شارفمن است. در این فیلم پل راد، جنا اورتگا، ویل پولتر، تیا لئونی و ریچارد ئی. گرانت به ایفای نقش می‌پردازند.
این فیلم نخستین نمایش جهانی خود را در جشنواره جنوب از جنوب غربی داشت و در ۲۸ مارس ۲۰۲۵ توسط ای۲۴ در ایالات متحده منتشر شد. این فیلم نقدهای متفاوتی از سوی منتقدان دریافت کرد.

## داستان
مردی و دختر نوجوانش در حالی که با رئیسش دل لئوپولد و خانواده لئوپولد در مسیر یک نشست مدیریت بحران هستند به‌طور تصادفی با یک اسب تک‌شاخ تصادف می‌کنند. لئوپولدها اسب شاخدار را می‌گیرند و دانشمندان آنها متوجه می‌شوند که این موجود دارای خواص درمانی فوق طبیعی است که لئوپولدها به دنبال بهره‌برداری از آن هستند. با این حال، همان‌طور که آنها در تحقیقات خود عمیق‌تر می‌شوند، عواقب مرگبار اعمال خود را کشف می‌کنند، زیرا جفت اسب شاخدار می‌رسد و شروع به شکار و سلاخی کسانی می‌کند که در بهره‌برداری از حیوان مرده نقش دارند.

## ساخت
فیلمبرداری در ژوئیه ۲۰۲۳ در مجارستان آغاز شد. در طول اعتصابات ۲۰۲۳ سگ-افترا در سال ۲۰۲۳، تولید برای ادامه تولید خود معاف شد، زیرا ای۲۴ بخشی از اتحاد تهیه‌کنندگان فیلم و تلویزیون نیست.

## بازخوردها
- در وب‌سایت جمع‌آوری نقد راتن تومیتوز ۵۵ درصد تأیید از رای ۱۲۶ منتقد، با میانگین امتیاز ۵٫۹ از ۱۰ مثبت است.
- در متاکریتیک، که از میانگین وزنی استفاده می‌کند، بر اساس رای ۳۲ منتقد، امتیاز ۵۳ از ۱۰۰ را به فیلم اختصاص داد که نشان دهنده نقدهای «مختلط یا متوسط» است.
- این فیلم ۷۰۰٫۰۰۰ دلار از پیش نمایش‌های افتاحیه به دست آورد.[۹]